# Château d'Usuki
Le château d'Usuki (臼杵城, Usuki-jō) était un château japonais situé à Usuki, dans la préfecture d'Ōita au Japon. Il est également connu sous le nom de château de Niyuujima (丹生島城).

## Histoire
Le château fut construit en 1562 par Ōtomo Sōrin comme son château principal sur l'île Niyuujima dans la baie d'Usuki. Durant les années 1560, Sōrin avait le plus grand territoire de Kyūshū. Mais après sa défaite à la bataille de Mimikawa en 1578, le pouvoir de Sōrin et du clan Ōtomo déclina rapidement. En 1586, le château tomba aux mains de Shimazu Yoshihiro, un daimyo de Kagoshima, mais fut secouru par Toyotomi Hideyoshi.
Le château fut démantelé en 1873 à la suite de la restauration de Meiji et la plupart des bâtiments du château furent vendus ou démolis. Le site est devenu un parc municipal, mais plusieurs éléments du château sont encore visibles comme les murs en pierre, deux tours et la porte du château qui a été restaurée en 2017. 

## Galerie

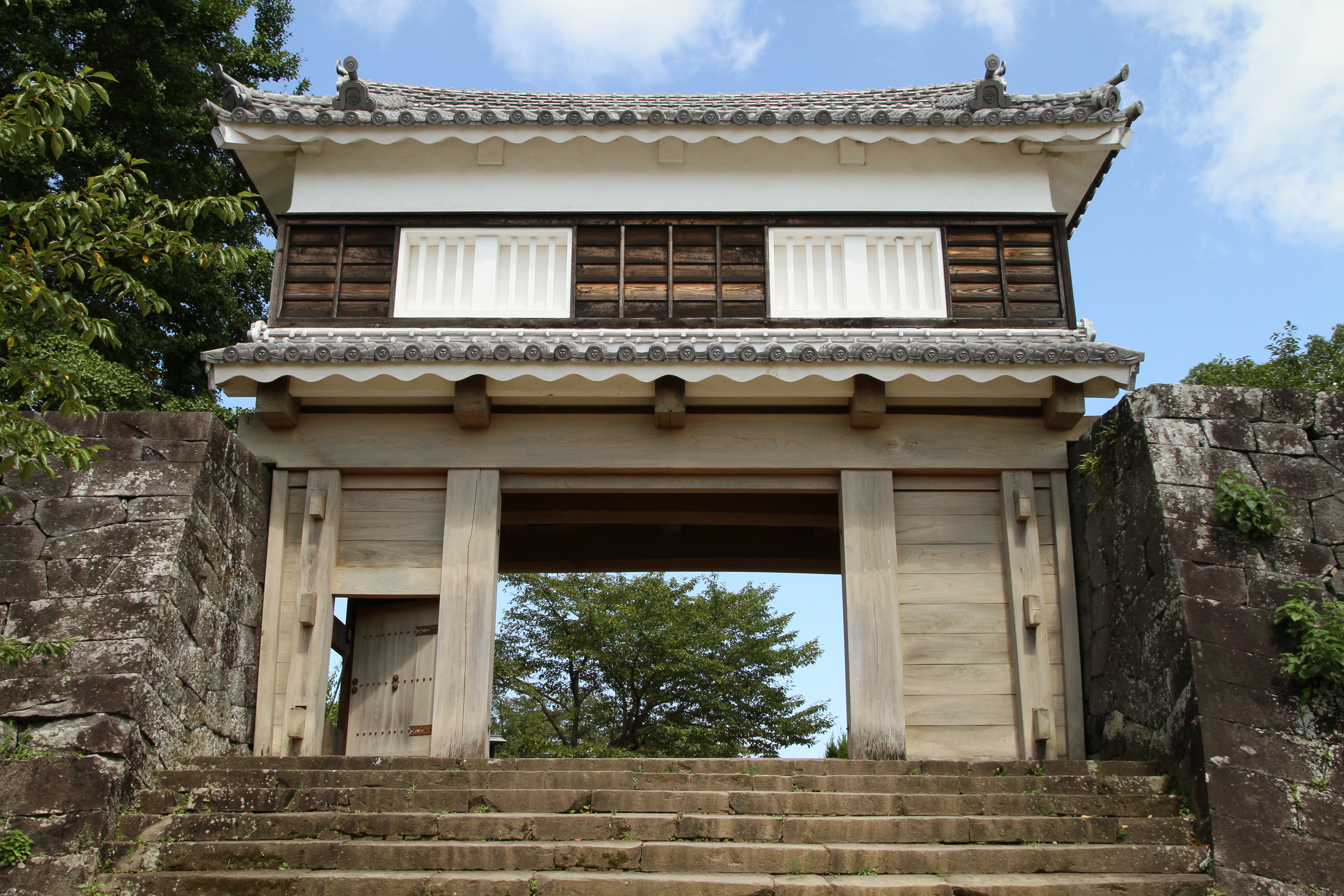
Porte du château restaurée.
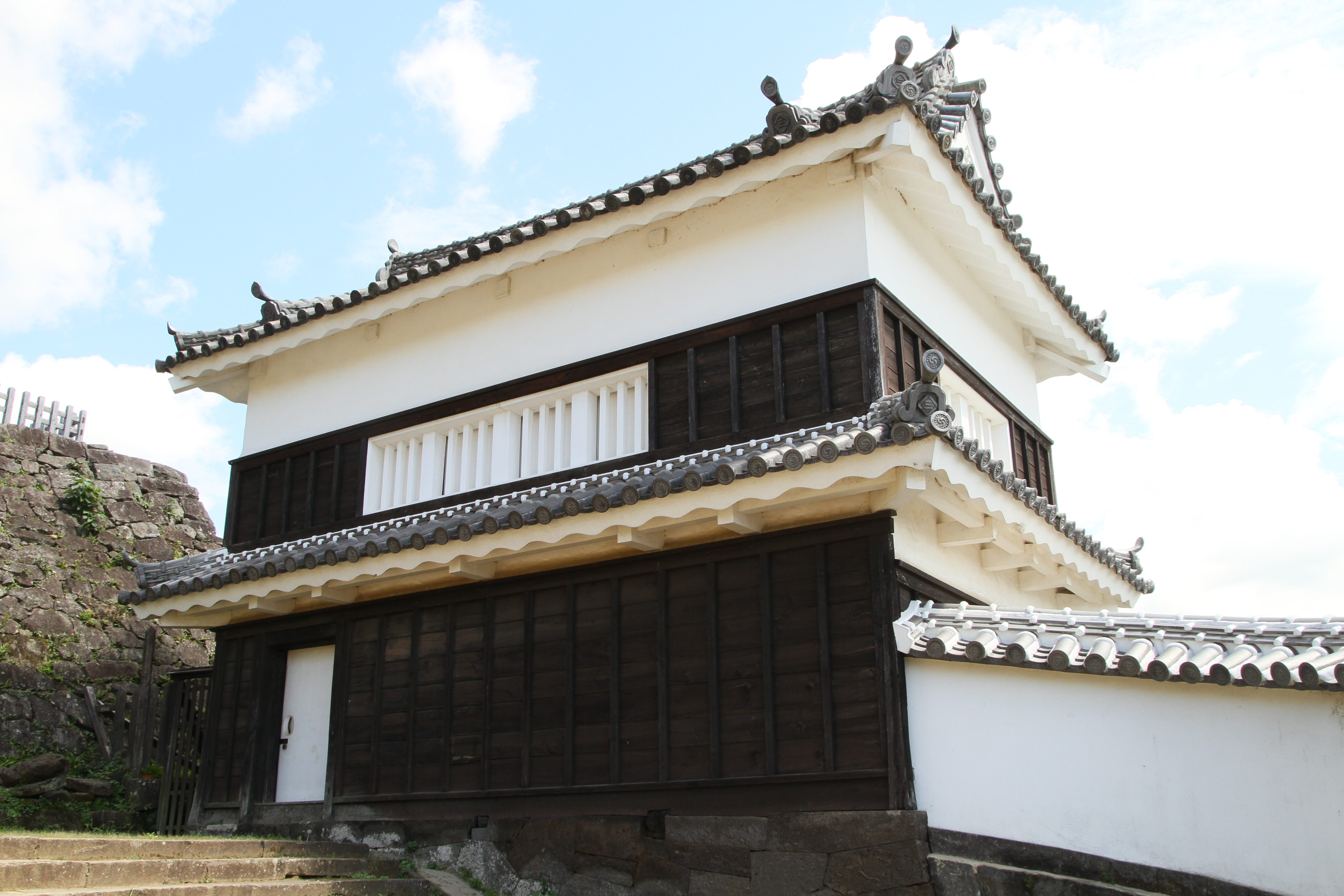
Ancienne tour du château (Tatami yagura).
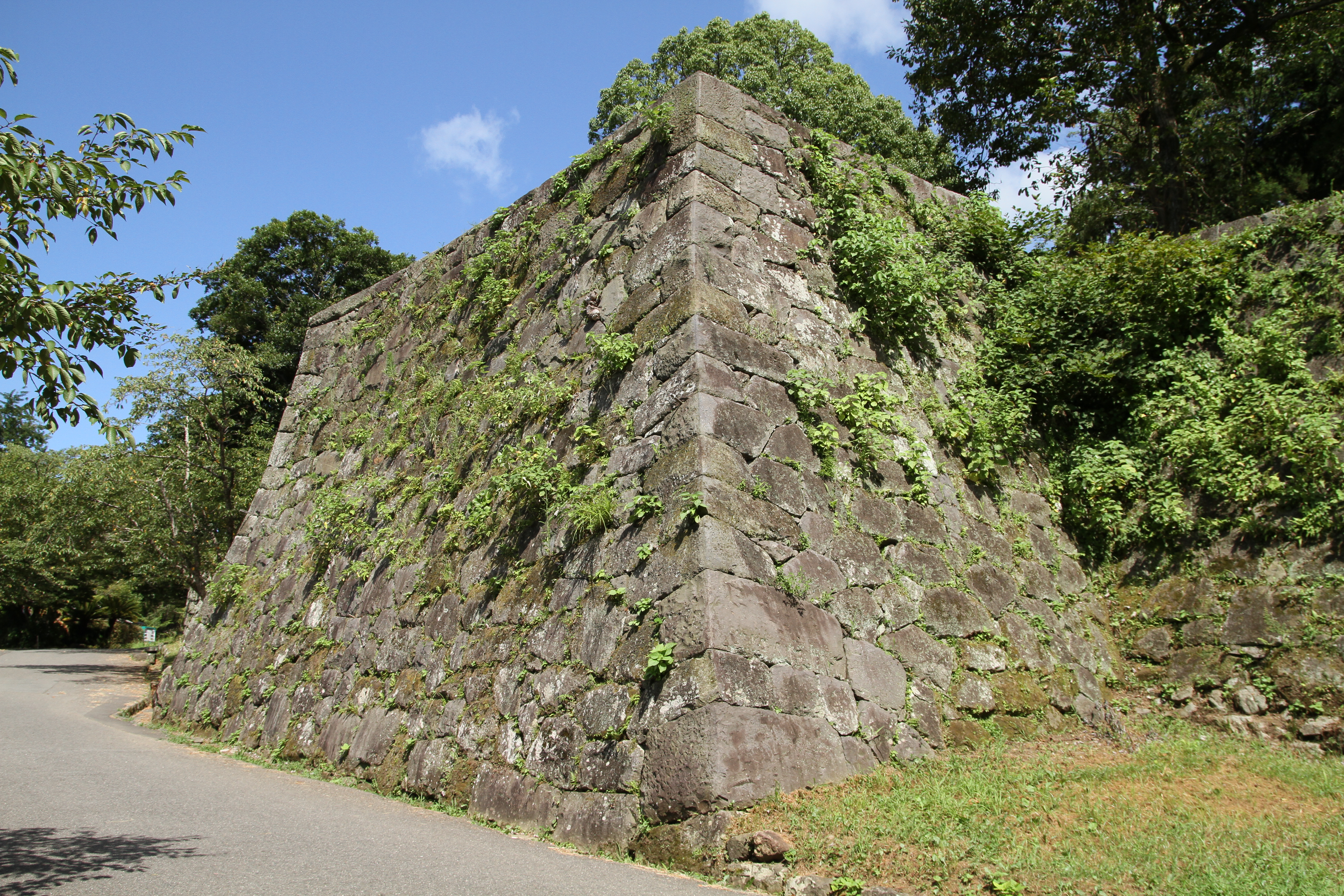
Anciens murs.